# Pension Belhomme

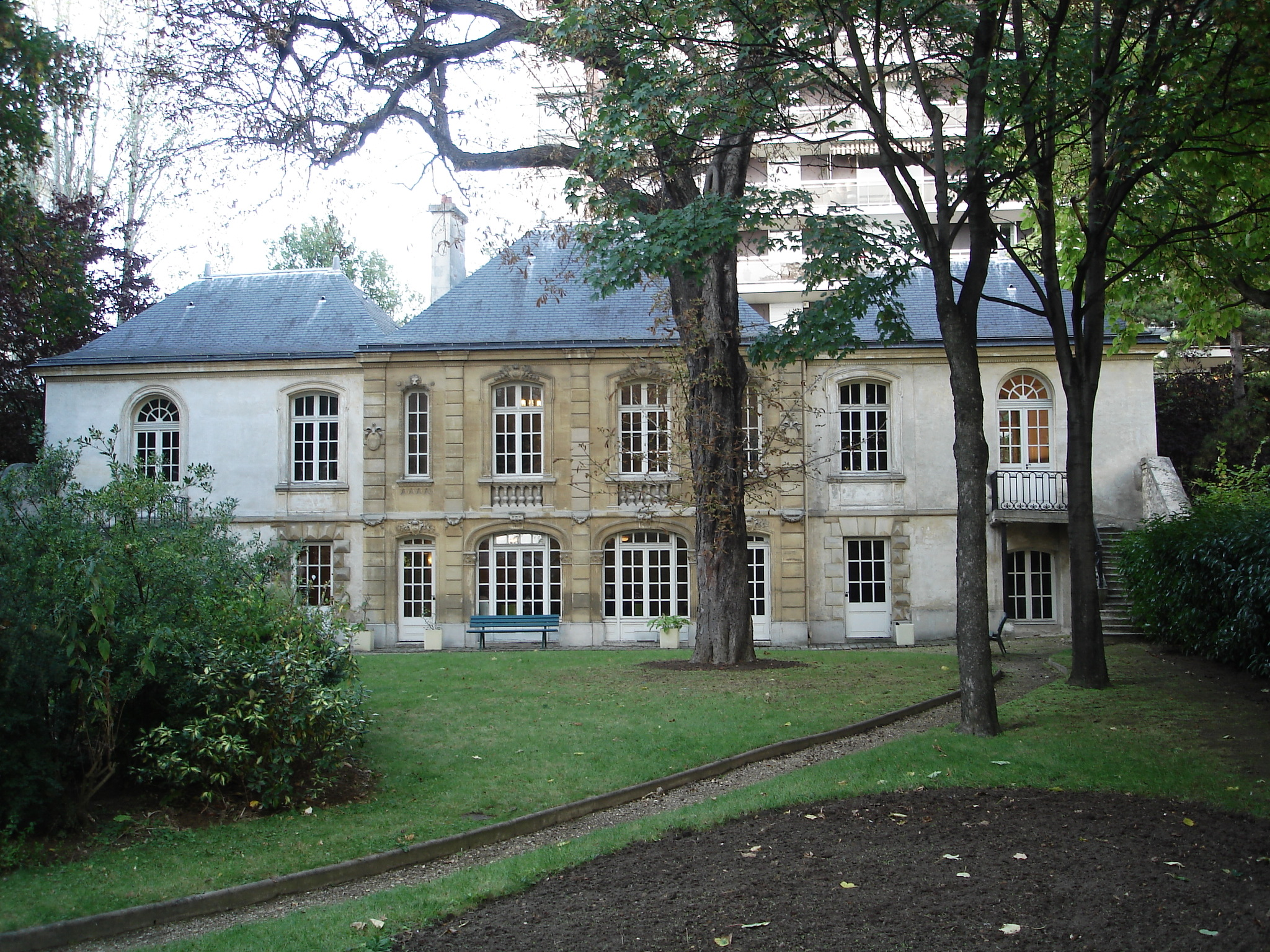
Dochované pavilony

Pension Belhomme byl soubor budov v Paříži. Nacházely se v ulici Rue de Charonne v 11. obvodu v místě dnešních domů č. 157–163. Od 18. století sloužily jako nemocnice, posléze jako věznice a v roce 1972 byla většina budov zbořena a ponechané pavilony byly zapsány na seznam historických památek.

## Historie
Kolem roku 1765 zřídil původem truhlář Jacques Belhomme útulek pro duševně choré z bohatých rodin. Začínal zde s praxí lékař Philippe Pinel, zakladatel psychiatrie. Po zahájení jakobínského teroru za Francouzské revoluce v roce 1793 byly brzy pařížské věznice přeplněné a stát proto zabavil soukromé kliniky vybavené celami včetně pensionu Belhomme. 
Belhomme za souhlasu policie přijímal do věznice pouze bohaté vězně, kteří si připláceli za pohodlnější zacházení. Jacques Belhomme si pronajal i sousední palác Chabanais, který zabavil stát po útěku markýze de Chabanais do exilu. Belhomme tento dům posléze zakoupil. Většina uvězněných unikla popravě gilotinou, přesto někteří popraveni byli jako např. vévodkyně de Gramont, sestra vévody de Choiseul, prvního ministra Ludvíka XV. v letech 1758–1770; vévodkyně du Châtelet, snacha Émilie du Châtelet; správce královských daní Jean-Baptiste Magon de La Balue, gilotinován s celou svojí rodinou nebo advokát Simon-Nicolas-Henri Linguet.

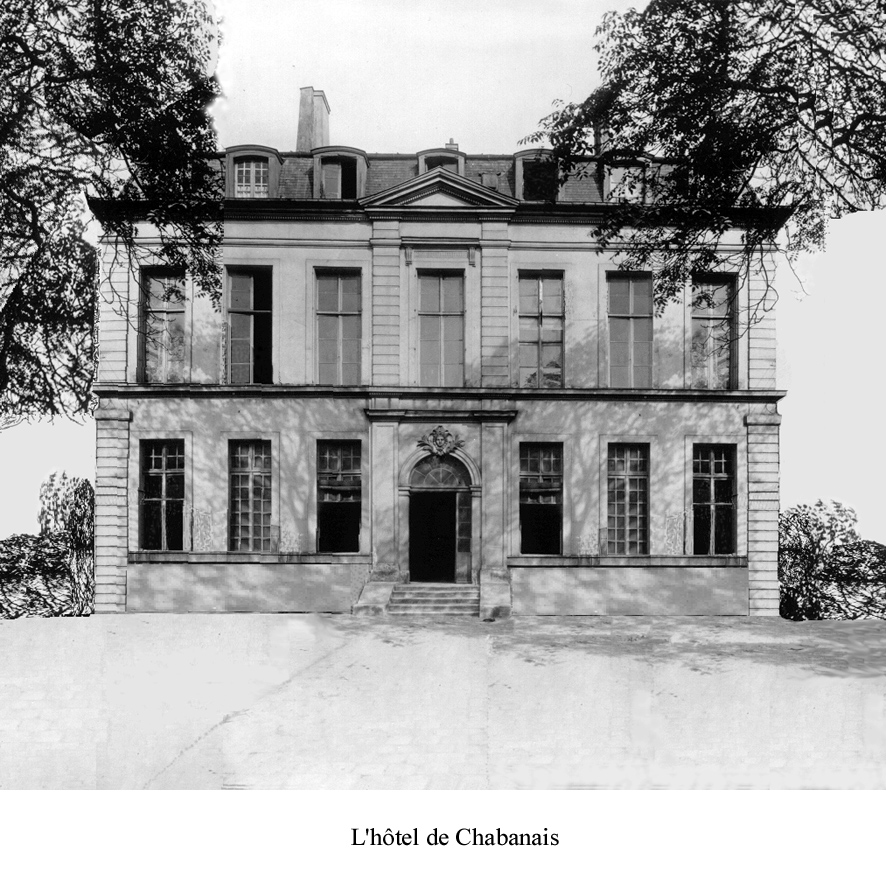
Palác Chabanais stržený roku 1972.

Když z vězení uprchla Marie-Adélaïde de Bourbon-Penthièvre, vdova po Ludvíku Filipu II. Orleánském, byl na jaře 1794 Belhomme sám zatčen a uvězněn v Maison Blanchard.
Budovy včetně paláce Chabanais byly v roce 1972 strženy a nahrazeny moderní stavbou. Dochovaly se pavilony se zahradou, která slouží jako veřejný park.